# Микроталасна резонантна терапија
Микроталасна резонантна терапија (МРТ) је врста терапије у оквиру квантне медицине заснована на лечењу болести без употребе медикамената. Према томе ефекат МРТ се не заснива на лековима већ на способностима самог организма да уклони постојећи поремећај у присуству одговарајућих електромагнетних таласа из спољне средине. Зато је безмедикаментни начин лечења различитих обољења применом милиметарских електромагнетних таласа, заснован на деловању ових таласа на биолошки активне тачке на телу, при чему се поправља поремећена равнотежа „електромагнетног скелета“ организма и тиме отклањају поремећаји функција.
У свим периодима развоја, медицина је увек настојала да пронађе што ефикасније и рационалније облике лечења укључујући и лечење без медикамента. Један од таквих (безмедикаментних) облика лечења откривен је након примене микроталасне резонантне терапије (МРТ), у лечењу многих обољења организма, код којих је утврђено да позитивни резултати лечења применом МРТ на само да значајно смањују потребу за медикаментном терапијом, већ је у појединим случајевима и сасвим искључују, за краће или дуже време.
Применом МРТ на тачно одређена места на кожи, или биоактивним тачкама (БАТ), делује се електромагнетним таласима таласне дужине од 1 до 10 mm, ултрависоке фреквенције (од 30 до 300 GHz) и јачине зрачења од 10-18  до 10 . Као крајњи учинак овог деловања настаје исправљање нарушених физиолошких процеса у организму преко различитих биохемијских процеса.

## Синоними
Лечење електромагнетним таласа милиметарске таласне дужине, данас се примењује у готово свим областима медицине и има пуно синонима. Поред најчешће примењиваног назива микроталасна резонантна терапија (МРТ), у квантној медицини и медицинској пракси и у оквиру ње, веома често примењују се и следећи називи;
- Информационоталасна терапија (ИТТ).
- Краткоталасна терапија (КТ).
- Терапија милиметарским таласима.
- Микроталасна акупунктура.[6]

## Историја
Последње деценије 20. века у оквиру квантне медицине развио се нови правац у лечењу, микроталасна резонантна терапија (МРТ), која је као методолошки приступ развијана у бившем СССР уз статистичко праћење резултата лечења на више од 600.000 пацијената у више од 1.500 кабинета за МРТ применом атермичких екстремно високо фреквентних осцилација ранга 52-78 GHz, снаге сигнала од 10-21 W/Hz cm² преко акупунктурних тачака. Захваљујући добрим резултатима лечења многих болести, на великом узорку, ова метода је наишла на оправдану и све ширу примену у биомедицинској пракси.
На развој МРТ утицало је откриће, у другој половини 20.века, да људско тело има сопствену, карактеристичну фреквенцију (f) електромагнетног поља (ЕМП) у микроталасном опсегу (30-300 GHz), и да је сам организам у стању од открије ако је и за око 0,01% нарушена фреквенција стабилне ЕМФ. Два немачка научника, у том раздобљу, лекар Франц Морел и електроничар Ерих Раш (по којима је метода добила име „МОРА“) мерењем електромагнетних осцилација на акупунктурним тачкама добили су разлику између здравих-хармоничних и патолошких-болесних осцилација. Заснована на овим и другим открићима почела је и прва примена милиметарских електромагнетних таласа ниског интензитета спектралне густине 10ˉ21 W/Hz cm², фреквенцијског опсег од 30 до 300 GHz a и таласне дужине у распон од 1 до 10 mm, преко акупунктурног система без употребе игла, топлоте и простог притиском већ електромагнетним вибрацијама, као нови тренд у биомедицини, прво на простору бившег СССР, средином 1960-их година прошлог века, а затим и у другим земљама међу којима је и Србија.
Проф. др Сергеј Пантелејмонович, Ситка, украјински нуклеарни физичар из Кијева, међу првима је увео у клиничку праксу један потпуно нови начин лечења, заснован на биолошком деловању милиметарских електромагнетних таласа на организам. Он је законе квантне физике применио на живе организме и назвао их „физика живог“. Овај начин лечења Ситка и његови сарадници засновали су на принципима и методама традиционалне источне медицине и кинеском знању о акупунктурној стимулацији уз помоћ биофизичких открића и других достигнућа савремене науке.
На међународном симпозијуму у Кијеву 1989. Ситка и његови сарадници први пут су званично представили микроталасну резонантну терапију (МРТ) као метод лечења а Међународна експертска комисија на челу са британским физичарем Фрелихом, прогласила је МРТ за перспективан приступ у регулацији живих система а њене клиничке резултате високоефикасним. Тако је проф. др Ситка постао творац квантне медицине.
Проф. др Ситка је у знак признања за реализацију овог метода лечења награђен златном медаљом у Бриселу 1990. на Међународној изложби посвећеној проблемима здравствене за штите.
У Србији је микроталасна резонантна терапија, као грана медицине, званично је призната, па се неке методе већ примењују у државним и приватним здравственим установама.

## Безмедикаментна терапија
Наша тела са доласком на овај свет, опремљена су свим неопходних биолошким компонентама за излечење. Те компоненте садржане су у вишеслојним комуникационим мрежама унутар тела, које се састоје од светлосних енергија (познатих као биофотони), хормона и електрохемијских информација, и разумевања тела зашто и како оно лоше функционише. Научници из различитих дисциплина, као што су молекуларна биологија, квантна физика и медицинска физиологија, након бројних истраживања, дошли су до доказе да људско тело контролише и њиме управља квантно-енергетско-поље или мрежа безбројних биофотона, који сви заједно функционишу као невероватно брз суперкомпјутер.
Хомеостаза у организму одржава се и остварује захваљујући непрекидном усаглашењу активности огромног броја ћелија (и више од милион милијарди). Свака ћелија у живом организму има свој управљачки систем, који омогућава физиолошке активности ћелија и који комуницира са управљачким системима других ћелија. Ова комуникација и организација међусобних везе између ћелија и одржавање хомесостазе у ћелијама се остварује уз помоћ електромагнетних таласа милиметарског опсега (види слику).
Деловање електромагнетних таласа на одређене биоактивне тачке и области доводи до нормализације поремећених односа у организму и успостављања енергетске равнотеже. Зато је управо циљ МРТ регулисање енергетских односа у организму и успостављање енергетске равнотеже, односно враћање организма на његово нормално (стабилно) енергетско стање, или стање које је блиско физиолошком.
Организам човека је изузетно богат „информациони систем“, који на својој површини има много биоактивних тачака (БАТ) и зона намењених за пријем различитих „информација“. Како организам у младости има велике резерве материје и енергије он успева да савлада многе болести. У старости и поремећајима организма енергетска равнотежа и рад организма је измењен. Зато је потребно на организам деловати споља, одређеним електромагнетним таласима како би се вратио на онај енергетски ниво на коме најбоље функционишу биоактивне тачаке (БАТ), а то су најчешће акупунктурне тачке, мада има и других биоактивних тачака пронађених од неких аутора, које се успешно користе у пракси и чија стимулација даје задовољавајуће резултате.
Предности МРТ као безмедикаментне терапије 
- Милиметарска терапија, пре свега, мобилише резервне могућности организма, без додатног ангажовања медикамената, јер овај вид лечења не уноси у организам ни материју ни енергију. [а]
- Оздрављење организма после МРТ терапије је комплетније и обухвата више поремећаја, док лечење традиционалном терапијом лековима доводи до елиминисања само оних поремећаја који су били главни разлози за терапију.
- Код овог начина лечења значајан је и позитиван економски ефекат лечења (релативно мала цена лечења), пре свега због мање употребе лекова и мањег одсуствовања са посла (скоро 2,5 пута).

## Деловање милиметарских таласа на оболели организам
Свако оштећење или нарушена функција у организму ствара милиметарске таласе на „својим“ (резонантним) фреквенцијама које треба да отклоне постојеће оштећење или нормализују функцију. Јачина стварања и емитовавања милиметарских таласа зависи од величине створених беланчевинастих подструктура, односно од броја молекула беланчевина које улазе у састав тих подструктура. Ове беланевинасте подструктуре могу да играју улогу специфичних претварача фреквенција милиметарских таласа {које долазе из спољњих извора-уређаја) у фреквенцију која одговара датом поремећају или оштећењу. Дијапазон фреквенција милиметарских таласа које организам ствара при неком оштешењу доста је узан, око 0,1% од средње фреквенције организма.) Зато милиметарски таласи који долазе из спољњих извора треба да се разликују од фреквенција које одговарају оштећењу, али највише за плус-минус 10%.) Из наведеног можемо закључити да је терапијски опсег фреквенција милиметарских таласа и стотину пута шири него опсег фреквенција које организам сам ствара при неком оштећењу.
Неки поремећаји стварају фреквенције које се разликују много више од плус-минус 20% у односу на фреквенције здравог организма и зато је код њих за лечење потребно применити милиметарске таласе са већом разликом која је већа од плус-минус 20% у односу на основну фреквенцију организма.
У беланчевинастим подструктурама налазе се молекули са различитим резонантним фреквенцијама, које код неких болесника одговарају датом поремећају, а код других одговарају фреквенцији милиметарских таласа из спољашљих извора. Фреквенција створених осцилацијија при оштештећењима организма одговара резонантној фреквенцији већине молекула створених беланчевинастих подструктура. Зато, створене осцилације могу да отклоне поремећај само ако су фреквенције резонантне са датим поремећајем.

## Места и ефекат деловања милиметарских таласа
Кружење енергије кроз организам - витални канали
Електромагнетни таласи милиметарског опсега делују на организам преко коже, а најјаче дејство се остварује на биоактивнихм тачакама, које су најчешће идентичне тачкама за акупунктуру.
Још у древној Источној медицини била је позната витална енергија организма или биоенергија, која „протиче“ организмом кроз 12 основних канала. Ови канали предстаљају енергетски омотач организма односно електромагнетски скелет. Њима протиче енергија, која напаја орган коме канал припада. Енергија канала храни орган коме припада и истовремено га спаја са површином тела и спољашњом средином путем биоактивних тачака.
Сваки организам има своју основну или базичну фреквенцију на којој је у нормалном односно здравом стању. Ова базична фреквенција организма формира се још у току ембриогенезе. Када се она поремети из различитих разлога, доласи до настанка различитих обољења и поремећаја.

## Примена МРТ
Примена МРТ је највише распрострањена на територији бившег Совјетског Савеза, где се примењује у више
од 1.600 регистрованих кабинета. Лечење је врло једноставно, са веома позитивним економским ефектом, што још више оправдава његову примену. МРТ се заснива на холистичком приступ, јер решава читав низ проблема који прате основне поремећаје у читавом организму.
Терапија је еколошки чиста и заснива се на сузбијаву болести на природан и биофизички начин, а ефикасност МРТ је већа него код класичне акупунктуре. Применом МРТ нема опасности од преношења сиде или других болести везаних за примену лекова у облику инјекција. Контраиндикације су врло ретке, и практично их нема.
МРТ се најчешће примењује као самостална метода јер се на тај начин избегавају могуће нежељене реакције и компликације везане за медикаментозну терапију. Клинички ефекти микроталасне резонантне терапије су:
- аналгезија (уклањање бола) и смиривање (седација),
- стимулација крвотока, снижење крвног притиска,
- стимулација метаболиких процеса у ткивима,
- убрзана ресорпција едема (отока) и хематома (крвног подлива),
- убрзано зараставе рана,
- успорење респирације (дисања),
- стримулација имунитета.

Микроталасна резонантна терапија има холистички приступ, јер решава читав низ проблема који прате основне поремећаје у целом организму. Код већине болесника лечење се примењује амбулантно, па је МРТ и врло комфорна метода. Применом МРТ дужина лечења и губитак радне способности се смањују за један и по до два пута, што оправдава примену микроталасне терапије у у многим областима медицине и лечењу различитих болести.